# Julian Bond
Pour les articles homonymes, voir Julian Bond (homonymie) et Bond.
Horace Julian Bond, né le 14 janvier 1940 à Memphis (Tennessee), et mort le 15 aout 2015 à Fort Walton Beach (Floride), connu comme Julian Bond, est un militant pour les droits civiques des Afro-Américains, un homme politique, un professeur et écrivain américain
Julian Bond est l’un des fondateurs du Student Nonviolent Coordinating Committee (SNCC) lorsqu’il est étudiant au Morehouse College à Atlanta au début des années 1960 où il a suivi l'enseignement de Benjamin E. Mays.
Bond a été élu pour quatre mandats à la Chambre des représentants de Géorgie et ensuite à six mandats au Sénat de Géorgie, faisant un total de 22 ans à l’Assemblée général de Géorgie.
De 1998 à 2010, il est président de la National Association for the Advancement of Colored People (NAACP) et premier président du Southern Poverty Law Center.

## Biographie
Horace Julian Bond est né le 14 janvier 1940 à Memphis dans le Tennessee et est le fils de Julia Agnes Washington, une bibliothécaire, et Horace Mann Bond (en), un professeur et administrateur d’université. En 1945, sa famille déménage en Pennsylvanie où son père devient le premier président noir de l’université Lincoln,.
En 1957, Julian Bond sort diplômé de la George School (en), une école privée quaker,.
Le 17 avril 1960, alors qu’il est étudiant au Morehouse College à Atlanta, il cofonde le Student Nonviolent Coordinating Committee (SNCC).
En 1961, il interrompt ses études au Morehouse College pour travailler sur les droits civiques.
Le 15 juin 1965, Bond est élu à la Chambre des représentants de Géorgie après le Civil Rights Act de 1964. Il y représente le 136e district, un district de 65 000 électeurs, dont 6 000 étaient afro-américains, couvrant le campus de l’université d’Atlanta (en), composé d’étudiants, de professeurs et principalement de travailleurs vivant dans des logements sociaux autour du campus.
Le 6 janvier 1966, le SNCC publie un communiqué expliquant sont désaccord avec la politique américaine de guerre au Vietnam motivée par la défense de la liberté de ses citoyens, alors que les gens de couleurs des États-Unis eux-mêmes ne bénéficient pas pleinement de cette liberté. À la suite de la polémique provoquée par ce communiqué, Bond est interrogé à la radio en tant que directeur des communications de la SNCC et soutient le communiqué. 75 membres de la Chambre des représentants blancs signent une pétition contestant le droit de Bond à siéger à la Chambre.
Le 10 janvier, le jour où Bond devait prêter serment, ce droit lui est refusé. Après une audition durant laquelle Bond défend que ce refus est motivé pour des raisons raciales et est une entrave à sa liberté d’expression, un comité formé le jour même, 23 contre 3, et la Chambre, 184 contre 12, concluent que Bond n’adhéraient pas aux constitutions de l’État de Géorgie et des États-Unis et qu’il supportait leurs ennemis. Bond conteste la décision en justice à la Cour fédérale de district du district nord de Géorgie, et, après que celle-ci confirme la décision de la Chambre, à la Cour suprême. 
Le 5 décembre 1966, la Cour suprême annule la décision de la Chambre des représentants de Géorgie et Bond peut finalement prêter serment le 9 janvier 1967.
Bond occupera trois mandats supplémentaires à la Chambre.
En 1975, Bond est élu au Sénat de Géorgie.